# Röda kapellet (musikgrupp)
Röda kapellet var ett svenskt proggband från Göteborg med starka kopplingar till VPK och Kommunistisk Ungdom som bildades 1972.
Bandet har spelat bland annat på Rote Lieder-festivalen i Östtyskland och låten Bingo Flamingo (1976) har legat ett tag på Svensktoppen.

## Medlemmar
- Tomas Elvén, sång/gitarr
- Yvonne Malmros, sång
- Britt Ling, sång
- Johan Olsson, gitarr (1977-1978)
- Pär Wallenbrandt, gitarr
- Philip Tagg, orgel/piano
- Jan Thörner, bas
- Kenneth Götvall, trummor

## Diskografi
- Röda kapellet (1974)
- Party Music/Partimusik (1976)
- I Mänskligheten Namn-Fred 1982